# Peter Brüchmann
Peter Brüchmann (født 6. september 1963 i Svenstrup) er en dansk journalist,  kommentator, foredragsholder og direktør i rådgivningsvirksomheden 2020 by Brüchmann. Var i perioden 2008-2012 ansvarshavende chefredaktør for dagbladet B.T.

## Baggrund og karriere
Han er journalist fra Danmarks Journalisthøjskole i 1989 og var i praktik på Horsens Folkeblad. Han startede sin karriere på Fyens Stiftstidende, hvor han var fra 1989-90. Herefter var han i perioden 1991-1995 sportsjournalist på Ekstra Bladet, og her blev han i 1993 sammen med Jakob Kvist nomineret til Cavlingprisen for den afslørende artikelserie ”Den Lukkede Liga” om skuffekontrakter og sorte penge i professionel fodbold. Fra 1996-1998 var han sportsreporter hos TV 2/Sporten og fra 1998-1999 souschef på sportsredaktionen på Berlingske Tidende. I perioden 1999-2007 var han sportschef på dagbladet B.T. Han blev fra d. 1.12.2007 konstitueret chefredaktør på B.T., hvor han efterfulgte Arne Ullum, og ansvarshavende chefredaktør fra 4. marts 2008. Denne post havde han frem til 1. marts 2012, hvor han overlod posten som ansvarshavende chefredaktør til det hidtidige medlem af chefredaktionen Olav Skaaning Andersen. I 2012 stiftede han virksomheden 2020 by Brüchmann, hvor han er direktør. 